# Pennie Smith
Pennie Smith, född 1949 i London, är en brittisk fotograf, aktiv sedan 1969.
Hon är känd för sina rockfoton av bland annat The Clash. Hon tog fotot som är omslagsbild till albumet London Calling och har gett ut fotoboken The Clash - Before and After.